# Балагушево
Балагу́шево (рос. Балагушево, башк. Балағош) — село у складі Чишминського району Башкортостану, Росія. Входить до складу Єнгалишевської сільської ради.
Населення — 241 особа (2010; 272 у 2002).
Національний склад:
- татари — 37 %
- росіяни — 30 %
- башкири — 27 %